# Стадион Елиас Фугероа Брандер
Стадион Елиас Фугероа Брандер (шп. Estadio Elías Figueroa Brander) је вишенаменски стадион који се налази у граду Валпараисо у Чилеу. Надимак стадиона је Плаја Анча., што је и име дела града у коме се налази. Стадион може да прими 20.575 гледалаца,. Стадион је отворен 1931. године а реновиран 2014. године. Највише се користи за фудбал и домаћи је терен фудбалског клуба Вондерерс
Највећа посећеност Елиас Фигерое, тада под именом „Градски стадион”, била је 23.109 за меч чилеанске прве лиге између Сантјаго Вандерерса и Коло Кола (0:2) 25. октобра 1953. године.

### Копа Америка 1991.
На стадиону су одигране две утакмице, једна утакмица из групе А и једна утакмица из групе Ц.
| Утакмице Копа Америке 1991. на стадиону Елиас Фугероа Брандер | Утакмице Копа Америке 1991. на стадиону Елиас Фугероа Брандер | Утакмице Копа Америке 1991. на стадиону Елиас Фугероа Брандер | Утакмице Копа Америке 1991. на стадиону Елиас Фугероа Брандер | Утакмице Копа Америке 1991. на стадиону Елиас Фугероа Брандер | Утакмице Копа Америке 1991. на стадиону Елиас Фугероа Брандер | Утакмице Копа Америке 1991. на стадиону Елиас Фугероа Брандер |
| Датум                                                         | Време (UTC−03:00)                                             |                                                               | Резултат                                                      |                                                               | Коло                                                          | Гледалаца                                                     |
| ------------------------------------------------------------- | ------------------------------------------------------------- | ------------------------------------------------------------- | ------------------------------------------------------------- | ------------------------------------------------------------- | ------------------------------------------------------------- | ------------------------------------------------------------- |
| 7. јул 1991.                                                  | 18:00                                                         | Колумбија                                                     | 1:0                                                           | Еквадор                                                       | Група А                                                       | 15.000                                                        |
| 7. јул 1991.                                                  | 20:30                                                         | Перу                                                          | 1:0                                                           | Венецуела                                                     | Група Ц                                                       | 15.000                                                        |

### Копа Америка 2015.
Стадион је 2014. године реновиран за потребе Копа Америка 2015. и био један је од осам стадиона на којима су се играле утакмице турнира.
| Утакмице Копа Америке 2015. на стадиону Елиас Фугероа Брандер | Утакмице Копа Америке 2015. на стадиону Елиас Фугероа Брандер | Утакмице Копа Америке 2015. на стадиону Елиас Фугероа Брандер | Утакмице Копа Америке 2015. на стадиону Елиас Фугероа Брандер | Утакмице Копа Америке 2015. на стадиону Елиас Фугероа Брандер | Утакмице Копа Америке 2015. на стадиону Елиас Фугероа Брандер | Утакмице Копа Америке 2015. на стадиону Елиас Фугероа Брандер |
| Датум                                                         | Време (UTC−03:00)                                             |                                                               | Резултат                                                      |                                                               | Коло                                                          | Гледалаца                                                     |
| ------------------------------------------------------------- | ------------------------------------------------------------- | ------------------------------------------------------------- | ------------------------------------------------------------- | ------------------------------------------------------------- | ------------------------------------------------------------- | ------------------------------------------------------------- |
| 15. јун 2015.                                                 | 18:00                                                         | Еквадор                                                       | 2:3                                                           | Боливија                                                      | Група А                                                       | 5.982                                                         |
| 18. јун 2015.                                                 | 20:30                                                         | Уругвај                                                       | 1:0                                                           | Боливија                                                      | Група Ц                                                       | 15.542                                                        |